# Papías (almirante)
Papias fue un marino romano del siglo I a. C. Lugarteniente de Sexto Pompeyo en Sicilia, fue uno de los almirantes de su flota durante la Guerra de Sicilia.
Todo cuanto se sabe de su carrera procede de la obra de Apiano; Las Guerras Civiles, donde se lo menciona en varios pasajes. A juzgar por su nombre era de origen griego y quizás liberto, como Menodoro y otros almirantes de Sexto Pompeyo. Durante el verano de 36 a. C., Papías condujo el ataque pompeyano contra la flota de invasión comandada por Lépido. Los navíos, procedentes de África, fueron interceptados en el promontorio Lilibeo (Marsala) al sudoeste de Sicilia. Los barcos al mando de Papías provocaron grandes pérdidas a los del triunviro, pero no lograron impedir su desembarco.
En agosto del mismo año, Papías lideró setenta navíos de la flota de Sexto Pompeyo en la Batalla de Nauloco (también conocida como segunda Batalla de Milas) librada contra las fuerzas navales del Triunvirato comandadas por Agripa. Relata Apiano que el mando pompeyano estaba dividido entre Demócares, Apolófanes y el propio Papías, quien fue el único en participar del enfrentamiento. Su propia nave fue hundida por uno de los poderosos navíos enemigos; pero Papías, a nado, alcanzó un barco cercano y desde allí continuó el combate. No obstante, la lucha se inclinó en favor de Agripa, quien hizo estragos en la flota pompeyana. Pompeyo, quien observaba el encuentro desde la orilla, ordenó la retirada hacia Tauromenio (Taormina) al enterarse de la pronta llegada de refuerzos para las tropas de los triunviros. Papías logró poner a salvo un contingente de diecisiete barcos al conducirlos hacia los bancos de arena, donde los pesados navíos de su oponente no podían seguirlo, y después, subrepticiamente, hacia el este.
Papías no vuelve a ser mencionado, ni se conoce su destino después de la caída de Pompeyo.